# Мама любить швидкість
Мама любить швидкість (рос. Мама любит скорость) — інтернет-мем, що поширився в українському сегменті Інтернету завдяки висловлюванню Олександра Дубінського.

## Походження
Інтернет мем «Мама любить швидкість» (рос. #Мама любит скорость) з'явився після того, як у програма розслідувань «Наші гроші» опублікувала відомості про нерухомість та автомобілі, які належать депутату фракції «Слуга народу» Олександру Дубінському та його сім'ї. За даними журналістів, на нардепа, його дружину та матір зареєстровано 24 квартири, 17 автівок (серед яких — Maserati, Porsche, Toyota, Honda, колекція Mercedes-Benz, Cadillac Escalade), два будинки та 70 соток землі. Загальна вартість майна — приблизно 2,5 млн. $. Коментуючи це, нардеп зазначив: «Мама любить швидкість».
Після цього в соцмережах почали активно обговорювати як розслідування Bihus.info, так і маму Олександра Дубінського, яка «любить швидкість» та діяльність нардепа як журналіста-антикорупціонера в минулому.